# Syntaxis (taalkunde)
Syntaxis (van het Oudgriekse συν- syn-, "samen", en τάξις táxis, "regeling"), ook vaak zinsleer genoemd, is een deelgebied binnen de theoretische taalkunde dat in ruime zin de studie omvat van alles wat met de opbouw en structuur van zinsdelen en zinnen te maken heeft, ofwel van de zinsbouw. Het begrip syntaxis wordt ook wel gelijkgesteld aan zinsbouw.

## Afbakening
P.C. Paardekooper omschreef syntaxis als "de wetenschap die zich bezighoudt met de verbinding van woorden en woordgroepen en met hun verbindbaarheid". Met "verbindbaarheid" of syntactische valentie wordt meer in het bijzonder bedoeld dat bepaalde reeksen woorden bijv. als gemeenschappelijk kenmerk hebben dat ze kunnen worden gecombineerd met een lidwoord, en op grond hiervan tot één bepaalde woordsoort kunnen worden gerekend. In veel gevallen blijken dergelijke syntactische criteria beter bruikbaar dan bijv. morfologische of semantische criteria.
Syntaxis speelt een zeer belangrijke rol in andere deelgebieden van de taalkunde, zoals de taaltypologie. Centraal in de syntaxis staan bijvoorbeeld de verschillende mogelijke volgordes van woorden en/of zinsdelen (SVO, SOV, VSO, VOS, OSV en OVS), iets dat doorgaans min of meer vastligt, in het bijzonder bij analytische talen.

## Syntaxis vs. andere disciplines
Syntaxis vormt samen met de fonologie, de morfologie en de grammaticale ontleding een subdiscipline van de grammatica. Terwijl het in de fonologie en de fonetiek louter gaat om de bestudering van spraak en klankwetten, en in de morfologie om de manier waarop afzonderlijke woorden zijn opgebouwd uit morfemen, houdt de syntaxis zich bezig met de manier waarop zinnen en zinsdelen (frasen) zijn opgebouwd uit kleinere eenheden tot op het woordniveau. De morfologische structuur van woorden en zinsdelen staat centraal in de morfosyntaxis, een deelgebied van de syntaxis. Tussen de syntaxis en de grammaticale ontleding bestaat veel overlap en er is zelfs geopperd dat de syntaxis – die pas in de 19e eeuw als serieuze subdiscipline werd ontwikkeld – bezig is de sinds de Oudheid bestaande woordsoortenleer volledig te vervangen.
De syntaxis onderscheidt zich verder van de fraseologie doordat deze laatste discipline zich specifiek richt op de betekenis van constituenten in een bepaalde context. Bij syntaxis gaat het in de eerste plaats om de onderlinge verhouding van de zinsdelen en hun grammaticale functie binnen de zin als geheel, waarbij betekenis hooguit een secundaire rol speelt.
Syntactische en semantische structuren vallen soms wel, en soms niet of maar gedeeltelijk samen. De zinskern vormt de basis van het syntactische bouwschema, waarvan men de onderlinge hiërarchie bijvoorbeeld met behulp van een boomstructuur kan weergeven (zie ook de methoden). In semantisch opzicht kan de zin echter als een netwerk worden voorgesteld. Het hoofdwerkwoord (dat ook de persoonsvorm kan zijn) vormt daarin het knooppunt.

## Syntaxis op taaloverstijgend niveau
Elke taal heeft haar eigen specifieke grammatica en daarmee ook haar eigen syntaxis. Dit geldt in nog sterkere mate wanneer talen die tot verschillende taalfamilies behoren met elkaar worden vergeleken.

## Methoden
De opbouw van een zin of zinsdeel kan op verschillende manieren worden weergegeven. Bijvoorbeeld door middel van een boomstructuur, die de hiërarchie van de verschillende constituenten binnen de zin toont. In dit geval heeft de structuur de vorm van een syntaxisboom. De "moederknoop" staat hierin voor de te analyseren zin of fraseologische eenheid als geheel, de "bladeren" staan voor de afzonderlijke woorden en zinsdelen waaruit de zin of frase is samengesteld.
Een andere veel gebruikte methode voor het op deze manier "in stukken hakken" van zinnen is door middel van een formule met de vorm A = B + C + ..., etc., waarbij "A" voor de zin als geheel staat, en "B,C, ...etc." voor de afzonderlijke constituenten.

## Geschiedenis
Ofschoon de syntaxis in haar huidige vorm nog niet erg oud is, werden analyses op het gebied van grammatica al in de Oudheid geschreven. De Aṣṭādhyāyī van Pāṇini wordt over het algemeen beschouwd als het premoderne voorbeeld van een diepgaande syntactische analyse. In de westerse landen laat men de "traditionele grammatica" over het algemeen beginnen met Dionysius Thrax.
De in 1660 door Antoine Arnauld en Claude Lancelot gepubliceerde grammatica van Port-Royal (Grammaire générale et raisonnée contenant les fondemens de l'art de parler, expliqués d'une manière claire et naturelle) en de hierop gebaseerde logica van Port-Royal van Arnauld en Pierre Nicole (1662) dienden eeuwenlang als enige leidraad voor de syntaxis. Het basisidee was dat taal een rechtstreekse weergave is van de gedachtespinsels en daarom de enige natuurlijke manier om deze uit te drukken. Syntactische categorieën werden op één lijn gesteld met logische categorieën en alle zinnen werden ontleed volgens het patroon "Onderwerp – Koppelwerkwoord – Gezegde". Verder werd er alleen enige aandacht besteed aan flexie en congruentie.
Vanaf de 18e eeuw kreeg de structuur van volzinnen als zodanig steeds meer aandacht. Onderwerpen die eerder als het domein van de retorica waren beschouwd, kwamen nu centraal te staan binnen de grammatica. Dit was het begin van de moderne syntaxis. De Grammaire françoise van Claude Buffier uit 1709, waarin wordt gesproken van modificatifs naast de tot dan toe traditioneel onderscheiden zinsdelen onderwerp en gezegde, vormde een belangrijk keerpunt. Later werd Buffiers werk aangevuld door Gabriel Girard, die woordsoorten enerzijds en zinsdelen (fonctions) anderzijds scherp afbakende.
Met de ontwikkeling van de historische en vergelijkende taalkunde in de 19e eeuw werd men zich bewust van de vele mogelijkheden van taal en begon men ook de traditionele axioma's over het verband tussen taal en logica in twijfel te trekken. Deze ontwikkeling stond echter grotendeels los van de syntaxis. De centrale plaats die de syntaxis inneemt binnen de theoretische taalkunde werd pas echt duidelijk in de 20e eeuw.

## Nieuwe modellen en benaderingen vanaf de 20e eeuw
In de 20e eeuw werd een aantal alternatieve grammaticale modellen geïntroduceerd om zinnen syntactisch te ontleden, inclusief allerlei nieuwe begrippen als thèta-rol, thematische relatie,  dieptecasus, argument, dependentie en valentie. Sommige van deze begrippen, zoals agens en patiëns, overlappen grotendeels met reeds langer gebruikelijke termen als onderwerp en lijdend voorwerp.   
De volgende syntactische modellen zijn algemeen gebruikelijk:

#### Generatieve grammatica
Volgens de generatieve grammatica is taal een structuur in de menselijke geest. Door middel van transformatie wordt in de generatieve grammatica van deze structuur een model gemaakt dat kan worden gebruikt om alle talen te beschrijven en van tevoren de grammaticaliteit van een taaluiting te voorspellen. Bij generatieve grammatica ligt de nadruk eerder op de vorm van een zin dan op de semantische inhoud. De generatieve taalkunde kent drie "Chomskyaanse" hoofdvarianten:
- Minimalistisch programma
- Regeer-en-bindtheorie
- Transformationele taalkunde

Daarnaast zijn er de volgende andere varianten, die zich min of meer afzetten tegen de grammaticamodellen van Chomsky:
- Arc pair grammatica
- Generalized phrase structure grammar
- Generatieve semantiek (verouderd)
- Head-driven phrase structure grammar
- Lexicale functionele grammatica
- Relationele grammatica (verouderd)

#### Categoriale grammatica
In de categoriale grammatica wordt de basis voor syntactische structuur niet toegeschreven aan grammaticale regels maar aan de syntactische categorieën zelf, met name de nominale en verbale constituenten. Doordat deze categorieën een zogeheten syntactisch hoofd hebben dat de kerninformatie bevat, kunnen ze op zinvolle wijze worden gecombineerd.
De tree-adjoining grammar is de belangrijkste subdiscipline binnen de categoriale grammatica.

#### Dependentiegrammatica
De dependentiegrammatica maakt geen gebruik van boomstructuren en constituenten, maar stelt de grammaticale relaties tussen het hoofd van een zin en zijn dependenten centraal. Hierop zijn onder andere de volgende subdisciplines gebaseerd:
- Algebraïsche syntaxis
- Operatorgrammatica
- Schakelgrammatica
- Woordgrammatica

#### Stochastische grammatica
Stochastische grammaticamodellen zijn gebaseerd op kansrekening. Er wordt onder andere gebruikgemaakt van neurale netwerken en connectionisme. Belangrijke subtheorieën binnen deze benadering zijn:
- Optimaliteitstheorie
- Stochastische contextvrije grammatica

#### Functionele grammatica
In functionele grammatica's staat de communicatieve functie van de zin centraal. Functionalistische theorieën zijn onder andere:
- Cognitieve grammatica
- Constructiegrammatica
- Emergente grammatica
- Rol-en-referentiegrammatica
- Systemisch-functionele grammatica

### Benadering
Sommige 20e-eeuwse taalkundigen zoals Noam Chomsky beschouwen syntaxis als studie als een vertakking van de biologie, omdat het gaat om de manier waarop taalkennis in het brein verankerd zit. Anderen zoals Gerald Gazdar plaatsen de syntaxis op een lijn met de filosofie van de wiskunde en zien haar als een formeel systeem. Weer anderen zoals Joseph Greenberg zien de syntaxis primair als een manier om tot generalisaties op taaloverstijgend niveau te komen.